# Helena Heluy
Helena Barros Heluy (Barão de Grajaú, 7 de outubro de 1941) é uma advogada, jornalista, professora e política brasileira. Ela foi deputada estadual (2001–2011) e vereadora (1997–2001).

## Biografia
Filha de Ranulfo Barros, e de Marieta Carvalho Barros, Helena Heluy é formada em Direito e Jornalismo pela Universidade Federal do Maranhão (UFMA).
Atuou como promotora e procuradora de Justiça, integrando o Ministério Público Estadual por vinte e cinco anos, além de ter sido professora Departamento de Direito da UFMA.
Ingressou-se na política ao filiar-se ao MDB, em 1965.
Em 1985, foi candidata a vice-prefeita na chapa de Haroldo Saboia do PMDB num pleito vencido por Gardênia Gonçalves.
Em 1986, candidatou-se, pelo PDT, a deputada federal, sem êxito.
Em 1988, filiou-se ao Partido dos Trabalhadores.
Em 1996, foi eleita vereadora de São Luís.
Em 1998, foi candidata a deputada estadual, tendo recebido 8.873 votos, ficando como primeira suplente. Assumiu o mandato em janeiro de 2001, com a eleição do deputado estadual Jomar Fernandes como prefeito de Imperatriz.
Em 2000, foi candidata à prefeitura de São Luís, obtendo o terceiro lugar.
Em 2002, foi reeleita deputada estadual com 17.512 votos obtidos em 181 municípios.
Em 2004 foi candidata à prefeitura de São Luís, terminando em 3° lugar.
Em 2006, foi reeleita deputada estadual, com 16.199 votos, em 205 municípios.
Em 2010, decidiu não concorrer a um novo mandato como deputada.

## Vida pessoal
Helena era casada com o juiz de direito, José Heluy, com quem teve cinco filhos.É mãe de José Antonio Heluy, ex-secretário estadual de Trabalho e Economia Solidária e de Agricultura, Pecuária e Pesca.